# アルカーラ・リ・フージ
アルカーラ・リ・フージ（イタリア語: Alcara li Fusi）は、イタリア共和国シチリア州メッシーナ県にある、人口約1,900人の基礎自治体（コムーネ）。

## 地理

### 位置・広がり
メッシーナ県西部のコムーネ。県都メッシーナから西南西へ77kmの距離にある。

#### 隣接コムーネ
隣接するコムーネは以下の通り。
- チェザロ
- ロンジ
- ミリテッロ・ロズマリーノ
- サン・フラテッロ
- サン・マルコ・ダルンツィオ